# Позняк Лариса
Лари́са Позня́к (нар. 30 травня 1985 року, УРСР) — українська модель і акторка. Представниця Fashion TV.

## Біографія
Після перемоги на конкурсі Міс Україна Лариса Позняк стала обличчям кількох брендів та була моделлю у таких модельєрів як Роберто Каваллі, Нікола Берті, Еффат Ярі.
З'явилась у журналах FHM, Personal, Inside Sport, Stuff і Maxim, який назвав її найсексуальнішою моделлю у купальнику.

## Фільмографія
- 2006 — «CSI: Маямі»
- 2006 — «Лас-Вегас»
- 2006 — «Entourage»
- 2006 — «Дні нашого життя»